# Mimus parvulus
Mimus parvulus é uma espécie de ave da família Mimidae.
É endémica do Equador.
Os seus habitats naturais são: florestas secas tropicais ou subtropicais e matagal árido tropical ou subtropical.